# قهرمان: داستان عشق جاسوس
قهرمان: داستان عشق جاسوس (به هندی: The Hero: Love Story of a Spy) فیلمی محصول سال ۲۰۰۳ و به کارگردانی آنیل شارما است. در این فیلم بازیگرانی همچون سانی دیول، پریتی زینتا، پریانکا چوپرا، آمریش پوری، کبیر بدی، راجپال یاداو ایفای نقش کرده‌اند.
این فیلم در ایران با نام هرو دوبله و پخش شده‌است.